# Disastro ambientale

Disastro della Val di Stava, la valle dopo il disastro.

Per disastro ambientale si intende un fenomeno con una vasta ricaduta sull'ambiente, avente origine antropica, che si configuri come catastrofico per:
- la numerosità degli organismi viventi coinvolti;
- la gravità degli effetti su tali organismi;
- la vastità del territorio interessato.

## Caratteristiche
Gli eventi determinanti un disastro ambientale possono avere cause naturali, e in questo caso si parla di disastro naturale, o cause antropiche, e hanno importanti conseguenze sugli esseri viventi che ne sono vittima, comprendendo spesso anche l'uomo e il territorio in cui vive.
Spesso i disastri naturali sono amplificati dalle attività antropiche, rendendo il confine tra le due categorie meno definito. Ad esempio, la deforestazione di un'area collinare o montana può far sì che un evento di pioggia di bassa intensità provochi una frana devastante, senza che per questo l'intervento dell'uomo sia classificato come disastro naturale.
Di seguito si riportano i disastri ambientali più noti avvenuti nel mondo, divisi per categoria di causa, con la data dell'evento e il territorio interessato.

## Disastri ambientali famosi nel mondo
Questa lista è suscettibile di variazioni e potrebbe essere incompleta o non aggiornata.

### Disastri chimici, petrolchimici
- 1906 - Amianto - Italia, a Casale Monferrato inizia la produzione di fibrocemento Eternit, da parte dell'omonima ditta svizzera. Le lavorazioni porteranno a molti morti (principalmente per mesotelioma) tra i lavoratori, i loro familiari e i residenti nei pressi dello stabilimento, accertate nel solo decennio relativo alla chiusura della linea di produzione. L'attività procederà fino al 1986. Le vittime saranno oltre 2000 e continueranno ad aumentare nei prossimi anni.
- 1916 - Mercurio e altri metalli pesanti - Italia - Rosignano Solvay, apre lo stabilimento Solvay per la produzione di soda caustica, e successivamente di altri prodotti chimici. Da allora vengono scaricati in mare grandi quantità di scarichi contaminati da sostanze tossiche (arsenico, cadmio, nichel, piombo, zinco, cloroetano e soprattutto mercurio). Questi scarichi hanno dato origine al fenomeno delle "spiagge bianche".
- 1917 - Esplosivi - Canada il porto di Halifax il giorno 6 dicembre fu oggetto della più grande esplosione pre-atomica (3 chilotoni), a cui seguirono 2000 morti e danni fino ad un raggio di 16 km.
- 1917 - Idrocarburi - Venezuela - Inizia lo sfruttamento petrolifero del Bolivar Coastal Field causando gravissimi problemi di inquinamento, malattie e bambini nati malformati. Questo inquinamento continua tuttora.
- 1918 - Amianto - Italia - Balangero. Inizia lo sfruttamento dell'amiantifera di Balangero che continuerà fino al 1990, causando molte vittime fra lavoratori e residenti nella zona, a causa dell'inalazione delle fibre cancerogene.
- 1921 - NH4NO3 - Germania - Oppau Esplosione da nitrato d'ammonio alla BASF, oltre 800 morti.
- 1926 - Cr6+ - Italia - Lago d'Orta, inizia l'inquinamento dovuto a scarichi di solfati di rame e ammonio di una industria tessile per la produzione di rayon con il processo cupro-ammoniacale, in pochi anni il lago diventa invivibile per la maggior parte degli organismi pelagici e bentonici. Negli anni '60 i metalli scaricati da numerose elettrogalvaniche (Cu, Cr, Ni, Zn) aggravano l'inquinamento, precedentemente accentuato dall'acidificazione dell'intera massa lacustre provocata dai processi di ossidazione biochimica dell'ammonio a nitrato. Dagli anni '80 graduale miglioramento anche a seguito di interventi massivi di liming.
- 1930 - Idrocarburi - Belgio, valle della Mosa presso Liegi; fenomeni d'inversione termica causarono la stasi di inquinanti atmosferici convenzionali, causando la morte di 60 persone.
- 1932 - Policlorobifenili - Italia - Brescia, presso lo stabilimento chimico Caffaro, acquisito dalla Monsanto, inizia la produzione di policlorobifenili, causando gravissimi problemi d'inquinamento ambientale e gravi malattie tra lavoratori e residenti nei dintorni. La produzione continuò fino al 1983, quando i policlorobifenili furono vietati in Italia.
- 1947 - Nitrato di ammonio - Stati Uniti d'America - Disastro di Texas City, 576 morti.
- 1948 - Zinco - Stati Uniti d'America - Disastro ambientale di Donora, 20 morti ed altri 50 nel mese seguente.
- 1952 - Mercurio - Giappone - malattia di Minamata - casi di intossicazione da metilmercurio, in prevalenza villaggi di pescatori che si alimentavano di pesce contaminato, a larghissimo raggio di diffusione. 2265 vittime accertate nel 2001, in gran parte bambini, con effetti neurologici particolarmente gravi, 17000 richieste di risarcimento.
- 1957 - Talidomide - in Germania e nel resto d'Europa ne inizia la commercializzazione su formula della Chemie Grünenthal. Solo nel 1961 scoppia il caso talidomide, sedativo usato in gravidanza e potente teratogeno. Stima di 10000 bambini nati focomelici. In Italia commercializzato fino al 1962.
- 1952 - Idrocarburi - Regno Unito Londra, la cosiddetta "nebbia nera" o Grande smog Great Smog o Big Smoke formatasi per l'accumularsi di smog a causa di particolari condizioni di calma atmosferica, causò nel mese di dicembre la morte diretta di oltre 4000 persone e fino a 12000 per le conseguenze.
- 1953 - Diossine - Germania - fuga di diossine alla BASF, il 17 novembre 1953 negli impianti di Ludwigshafen, su una linea di produzione di Triclorofenolo.
- 1955 - Mercurio - Iraq casi di intossicazione da composti del metilmercurio, usati come fungicidi sulle derrate agricole nei periodi 1955 -1956, 1959-1960, il maggiore nel 1971 -1972. 6000 vittime.
- 1956 - Idrocarburi - Italia - Augusta - Entra in funzione il polo petrolchimico siracusano che negli anni successivi provocò gravissimi danni ambientali ed un incremento delle malformazioni e dei tumori tra gli abitanti ed i lavoratori della zona. L'impianto è stato teatro di numerosi incidenti che hanno provocato la morte e l'intossicazione di molti operai.
- 1958 - Rifiuti - Italia - Trieste - Viene inaugurata la discarica di Trebiciano. Da allora, fino alla chiusura avvenuta nel 1972, vi furono conferiti in modo incontrollato rifiuti di ogni genere, dai rifiuti solidi urbani ai rifiuti tossici industriali, contaminando le acque del sottostante fiume sotterraneo Timavo. Tra gli anni cinquanta e gli anni ottanta ci furono sversamenti di rifiuti pericolosi anche in altre aree del territorio triestino, in particolare all'interno delle grotte carsiche e nei fondali adriatici.
- 1962 - SO2 - Italia - Savona - Cengio, Dall'ACNA (Azienda Coloranti Nazionali e Affini), afferente all'industria EniChem, si riversano per decenni ingenti quantità di anidride solforosa, benzene e fenoli sterilizzando una vasta area. Nel 1988 un incidente induce il Ministro dell'Ambiente Giorgio Ruffolo a decretare una prima chiusura dell'impianto, e definitivamente nel 1997.
- 1964 - Diossine - Italia - Taranto - Entra in funzione il primo altoforno dello stabilimento siderurgico costruito dall'Italsider a Taranto, dal quale fuoriuscirà una quantità di diossine superiore a quella fuoriuscita a Seveso in 50 anni di attività; questo provocò e provaca tuttora, oltre che innumerevoli casi tumorali nella città, in particolare nel quartiere Rione Tamburi, l'avvelenamento del bestiame e delle cozze, provocando la rovina degli allevatori e dei mitilicoltori.
- 1965 - Idrocarburi - Italia - Gela - Entra in funzione il polo petrolchimico di Gela che causò e continua a causare un forte inquinamento ambientale e la distruzione dell'ecosistema costiero.
- 1970 - Mercurio - Brasile e stati confinanti, (Guyana, Suriname, Guyana francese, e stato dell'Amazonas in Brasile). Vastissimo e indefinito inquinamento da mercurio, utilizzato dai garimpieros per l'estrazione dell'oro in forma di amalgama dai depositi fluviali. L'estrazione si praticava dal XVI secolo, ma la scoperta dei giacimenti dello Scudo della Guyana o Guyana shield ha amplificato il fenomeno. Elevato ma indefinito (5 milioni di abitanti inizialmente) numero di nativi interessati, a tutt'oggi l'estrazione continua. Il Brasile è il quarto produttore d'oro mondiale.
- 1970 - Cloruro di vinile - Italia - Porto Marghera. Per decenni le industrie chimiche della zona (EniChem Agricoltura, Agrimont, Montefibre, Montedison in genere) riversano CVM (cloruro di vinile monomero), idrocarburi clorurati e metalli pesanti nella laguna. Gravi danni all'ambiente e decine di casi di tumore tra gli abitanti. I responsabili dei fatti, processati negli anni 2000 e con sentenza di cassazione a maggio 2007, godono della prescrizione dei reati commessi (vedi il caso del polo petrolchimico di Porto Marghera).
- 1972 - Idrocarburi - Italia - San Dorligo della Valle e Basovizza - quattro cisterne di stoccaggio (più una per "contagio") dell'oleodotto transalpino vengono colpite da un attentato ad opera dell'organizzazione terroristica Settembre Nero producendo una nube tossica. Inoltre, le scorie tossiche provenienti dall'attività di bonifica verranno successivamente smaltite all'interno del Pozzo dei Colombi, una profonda grotta nei pressi di Basovizza, inquinando le falde acquifere.
- 1976, 10 luglio - Diossine - Italia - Seveso - Nello stabilimento della ICMESA (Givaudan) esplode un reattore, disperdendo nell'ambiente TCDD tetracloro-p-dibenzodiossina. Circa 6.000 residenti furono esposti ai danni a causa del disastro di Seveso.
- 1978 - Cr6+- Italia - Genova - Cogoleto. La Stoppani, azienda operante da decenni sul territorio, risulta inadempiente. Dati della Regione parlano di 92.000 m³ di fanghi tossici stoccati nella discarica di Pian di Masino contenenti elevatissime quantità di metalli pesanti, mentre l'agenzia regionale protezione ambiente (ARPA) ha trovato concentrazioni di cromo esavalente nelle acque di falda 64.000 volte superiore al limite. Vasto numero di abitanti e lavoratori coinvolti e significativo aumento di mortalità per tumori.
- 1978 - Diossine e altre sostanze tossiche - Stati Uniti. Il sito, noto come Love Canal, nel comune di Niagara Falls (stato di New York), nell'immediato secondo dopoguerra venne utilizzato dalla Hooker Chemicals and Plastics (adesso Occidental Chemical Corporation (OCC)) per lo stoccaggio di 21.000 tonnellate di prodotti e rifiuti chimici, compresi clorurati e diossine. La contaminazione venne resa nota al pubblico solo nel 1978. La dispersione nell'ambiente delle stesse provocò l'evacuazione del quartiere residenziale che nel frattempo era stato costruito sopra. Fra i residenti ci furono molti casi di gravi malattie e malformazioni congenite.
- 1979 - Rifiuti tossici - Italia - La Spezia. Inizia il conferimento di rifiuti nella discarica di Pitelli. Verranno conferiti abusivamente anche rifiuti tossici.
- 1984 - Metilisocianato - India - Bhopal - esplosione nello stabilimento della Union Carbide con dispersione di 40 tonnellate di Metilisocianato - 100.000 feriti, 2.000 morti a causa del disastro di Bhopal.
- 1985 - Clorofluorocarburi - Viene descritto per la prima volta sulla rivista Nature il buco dell'ozono.
- 1988, 17 luglio - Dimetoato - Italia - Massa - Un'esplosione nella fabbrica di insetticidi Farmoplant produce una nube tossica.
- 1992 - Amianto. In Italia viene ufficialmente messo fuori legge l'utilizzo del minerale, fino a quel momento largamente usato nel fibrocemento ed altri manufatti, e responsabile di migliaia di casi di Asbestosi, e soprattutto mesoteliomi, vista la lunga latenza della malattia, tuttora in atto.
- 1994 - Rifiuti - Italia - Campania. Inizia a manifestarsi la crisi dei rifiuti in Campania, che da allora si è ripetuta periodicamente ed è tuttora parzialmente irrisolta. Molti morti per tumori e altre patologie nell'area nota come Terra dei Fuochi a causa dello sversamento nell'ambiente di rifiuti tossici industriali e della combustione incontrollata di rifiuti. Gravi problemi d'inquinamento di suolo, falde acquifere e aria. Pesante coinvolgimento della camorra nelle attività di smaltimento dei rifiuti.
- 2000, 30 gennaio - Cianuro - Romania - Baia Mare - 100.000 m³ di acqua e fanghi ricchi di cianuro si riversano dalla miniera aurifera di Baia mare (Romania) e inquinano i fiumi Somes, Tibisco e Danubio.
- 2001 - NH4NO3 - Francia - Tolosa - Esplosione da nitrato d'ammonio alla AZF, 31 morti e 2442 feriti.
- 2007 - Rifiuti tossici - Italia - Abruzzo. Mercurio, piombo e composti clorurati sono i principali contaminanti rilevati. Bussi sul Tirino è al centro di un'area, nel bacino idrografico della Val Pescara, interessata da una decennale attività di occultamento di rifiuti tossici, si stima di 250.000 tonnellate solo nel primo rilevamento. Lunga serie di intossicati principalmente sul luogo di lavoro. Indagini e commissariamento della zona, contigua al Parco Nazionale del Gran Sasso e Monti della Laga, in corso. Le recenti scoperte di nuovi siti candidano la zona al primato di discarica abusiva di rifiuti tossici maggiore d'Italia.
- 2008 - Rifiuti tossici - Italia - Catania. Scoppia il caso di morti sospette negli ultimi anni di decine di ricercatori presso il laboratorio chimico della facoltà di farmacia dell'Università degli Studi di Catania. Si scopre che i rifiuti tossici venivano scaricati illegalmente nei lavandini, inquinando le falde acquifere e producendo vapori tossici che risalivano gli scarichi. Inoltre il laboratorio non disponeva degli adeguati impianti di aerazione.
- 2009 - Rifiuti tossici e radioattivi - Italia - Calabria. Viene scoperto il Relitto di Cetraro, una nave affondata nel Mar Tirreno dalla 'ndrangheta carica di rifiuti tossici e radioattivi.
- 2010 - Fanghi tossici - Ungheria - Ajka. Una grande quantità di fanghi tossici fuoriescono da una fabbrica di alluminio contaminando una vasta area uccidendo 7 persone, intossicandone una ventina e inquinando gravemente i fiumi Torna, Marcal e Rába che confluiscono nel Danubio.
- 2011 - Idrocarburi - Nigeria. Viene pubblicato uno studio di impatto ambientale del Programma delle Nazioni Unite per l'Ambiente - UNEP[1] che dimostra come da decenni le compagnie petrolifere operanti nel paese (Eni, Shell, Chevron, Total, Exxon Mobil) abbiano devastato con le loro attività l'area del delta del Niger, come denunciato anche da alcune ONG, quali Amnesty International[2], Environmental Rights Action[3][4],[5][6][7] e inchieste giornalistiche[8]. La disastrosa situazione ambientale e sociale del delta del Niger viene ribadita dalla sentenza della Corte di Giustizia della Comunità economica degli stati dell'Africa occidentale (Ecowas, dicembre 2012), che evidenzia le responsabilità delle compagnie petrolifere che operano nel paese (Nigerian National Petroleum Company, Shell Petroleum Development Company, ELF Petroleum Nigeria ltd, AGIP Nigeria PLC, Chevron Oil Nigeria PLC, Total Nigeria PLC and Exxon Mobil) e del governo[2][9]
- 2012 - Rifiuti tossici - Italia - Veneto. Vengono scoperti enormi quantità di scorie di fonderia altamente tossiche smaltite illegalmente sotto il tracciato della costruenda autostrada A31 tra Vicenza e Rovigo.
- 2015 - Arsenico e piombo - Stati Uniti - Colorado. 11 milioni di litri di fango contaminato da metalli pesanti provenienti da una miniera abbandonata si riversano accidentalmente nel fiume Animas.

### Incidenti minerari
- 1906, 10 marzo - Miniera di carbone - Un'esplosione di polveri di carbone nella miniera di Courrières nel nord della Francia. Nell'evento, noto come catastrofe di Courrières, muoiono 1099 persone, tra cui molti minatori adolescenti e preadolescenti.
- 1907, 6 dicembre - Un'esplosione di grisù nella miniera di Monongah in Virginia occidentale, negli stati Uniti. Vi sono 900 morti.
- 1966 - Tracimazione - Bulgaria - Zgorigrad - Il 1º maggio una colata di fango di circa 220 000 m³ originatasi dal bacino di decantazione della attuale miniera Plakalnica (piombo, zinco e uranio), travolse il paese, nel nord della Bulgaria, uccidendo 488 persone e provocando ingenti distruzioni materiali e ambientali.
- 1942, 26 aprile - Miniera di carbone - Un'esplosione di gas e polveri di carbone nella miniera di Benxihu (Honkeiko) Colliery, localizzata a Benxi, Liaoning, Cina. vi sono 1549 morti.
- 1956, 9 agosto - Miniera di carbone - Un incidente nella miniera di Marcinelle, in Belgio, provocò la morte di 262 minatori.
- 1965, 28 maggio - Miniera di carbone - Un incidente nella miniera di Dhanbad a Jharkhand, in India. Vi sono 300 morti.
- 1985 - Tracimazione - Italia, la catastrofe della Val di Stava si verificò il 19 luglio quando i bacini di decantazione dell'impianto di trattamento presso la miniera di fluorite a Prestavel ruppero gli argini scaricando 180.000 m³ di fango inquinato sugli abitati di Stava e Tesero, provocando la morte di 268 persone. È stata una delle più grandi tragedie della Storia d'Italia.
- 2005, 19 marzo - Miniera di carbone - Un'esplosione per una fuga di gas, nella miniera di Xishui a Shuozhou in Cina.
- 2005, 19 marzo - Miniera di carbone - Un'esplosione nella miniera di Sulongsi, contea di Fengjie in Cina.
- 2005, 28 novembre - Miniera di carbone - Un'esplosione di grisù con conseguente blocco impianti di aerazione, nella miniera di Dongfeng, nel Comune di Qitaihe (provincia di Heilongjiang), nel Nord-Est della Cina. Vi sono 134 morti.
- 2007, maggio - Miniera di carbone - Incidente nella miniera di Jubilejnaja, in Russia. Vi sono 39 morti.
- 2007, 8 dicembre - Incidente nella miniera di Ruizhiyuan, nella provincia di Shanxi in Cina. Vi sono 105 morti.
- 2009, novembre - Miniera di carbone - Incidente nella miniera di Xinxing, a Hegang in Cina. Vi sono 87 morti.
- 2010, 8 maggio - Miniera di carbone - Un'esplosione per una fuga di gas metano, nella miniera Raspadskaja, nella regione siberiana di Kemerovo. Vi sono 60 morti.
- 2015 - Tracimazione - Il disastro di Mariana si verificò il 5 novembre a seguito del cedimento di un bacino di decantazione di una miniera di ferro presso il villaggio di Bento Rodrigues, nello stato brasiliano del Minas Gerais[10].
- 2019 - Tracimazione - Il disastro di Brumadinho si verificò il 25 gennaio a seguito del cedimento di un bacino di decantazione di una miniera di ferro presso il villaggio di Córrego do Feijão, nello stato brasiliano del Minas Gerais. Il crollo della diga ha provocato la morte di almeno 259 persone, mentre altre 11 sono rimaste disperse.

### Disastri legati al trasporto, alla produzione o alla lavorazione di idrocarburi
- 1967, 18 marzo - Regno Unito - La petroliera Torrey Canyon affonda al largo della Cornovaglia.
- 1978, 16 marzo - Francia - La petroliera Amoco Cadiz affonda al largo delle coste bretoni.
- 1979, 8 gennaio - Irlanda - Incidente della Betelgeuse; 50 morti.
- 1980, 27 marzo - Norvegia - Disastro della piattaforma petrolifera Alexander Kielland; 123 morti.
- 1988, 6 luglio - Regno Unito - La petroliera Piper Alpha si incendia e affonda al largo di Aberdeen; 167 morti.
- 1989, 24 marzo - Stati Uniti d'America - La petroliera Exxon Valdez affonda nel Golfo di Alaska.
- 1991, 14 aprile - Italia - La petroliera Amoco Milford Haven affonda al largo di Genova.
- 2002, 19 novembre - Spagna e Portogallo - La petroliera Prestige affonda nell'Oceano Atlantico.
- 2010, 23 febbraio - Italia - Disastro ambientale del fiume Lambro
- 2010, 20 aprile - 4 agosto - Stati Uniti d'America - Disastro ambientale della piattaforma petrolifera Deepwater Horizon.
- 2011, 5 ottobre - Nuova Zelanda - Disastro petrolifero di Tauranga del 2011
- 2014, 8 dicembre - Israele - un guasto ad un oleodotto provoca il riversamento di 3 milioni di litri di petrolio nel deserto nei pressi di Eilat.
- 2020 - Russia - Krasnojarsk, sversamento di circa 21 000 metri cubi di gasolio nelle masse di acqua nei pressi di Kajerkan, a pochi chilometri di distanza da Noril'sk, a causa di un guasto nella centrale termoelettrica TĖC-3 (disastro di Noril'sk).

### Disastri legati allo sfruttamento civile dell'energia nucleare
Una delle scale attualmente utilizzate per la valutazione degli eventi è la scala INES, logaritmica e crescente, con 7 (+ 1 di valore nullo) livelli di gravità, dove per incidente si considera un evento pari o superiore al livello 4 ovvero per esposizione della popolazione dell'ordine del mSv.
- 1957, 1973 e 2004 - Regno Unito - 3 incidenti al reattore nucleare di Sellafield
- 1979 - Three Mile Island (USA) - incidente al reattore nucleare.
- 1986 - Černobyl' (Ucraina) - incidente al reattore nucleare - 30 morti, 135 000 evacuati nel raggio di 40 km, enorme il numero di contaminati del disastro di Černobyl'.
- 1987 - Cesio 137 - Brasile - Incidente di Goiânia. Alcuni venditori di ferro vecchio recuperano una sorgente radioattiva utilizzata per le radiografie da un ambulatorio da poco abbandonato ignorandone la pericolosità. 4 morti e centinaia di contaminati.
- 1991 - Giappone, Il reattore di Mihama della Kansai Electric Power Co. Inc., un generatore nucleare da 826 000 kilowatt, in febbraio versa in mare 20 tonnellate di acqua altamente radioattiva.
- 1999 - Giappone, il 30 settembre a Tokaimura, villaggio a 130 km a nord est di Tokio si verifica una contaminazione da Uranio 238 proveniente da un impianto di produzione di combustibile nucleare. Si registra la morte di due operatori, 600 persone colpite da radiazioni ospedalizzate, evacuazione di 320 000 abitanti della zona.
- 2004 - Giappone, Il reattore di Mihama della Kansai Electric Power Co. Inc., un generatore nucleare da 826 000 kilowatt, lo stesso del 1991, subisce una grave perdita di vapore ad alta pressione. Quattro gli operai morti sull'impianto, numerosi i feriti, almeno 7 i gravissimi di cui non è stata resa nota l'evoluzione sanitaria; tragedia sfiorata. L'azienda di controllo TEPCO (Tokyo Electric Power) in aprile veniva inquisita per falsificazione dei documenti relativi alla sicurezza.
- 2008 - Italia - Lumezzane, una sorgente radioattiva contenente Cesio 137 viene accidentalmente fusa insieme ai rottami di ottone in una fonderia contaminando diverse tonnellate di materiale.
- 2011 - Giappone - Fukushima (in corso), serie di quattro distinti gravi incidenti occorsi presso la centrale nucleare omonima a seguito del terremoto dell'11 marzo 2011 e del relativo tsunami.

### Disastri legati allo sfruttamento delle risorse idriche
- A partire dal dopoguerra, il prosciugamento del Lago d'Aral - Uzbekistan e Kazakistan. Il disastro del Lago d'Aral è da imputarsi principalmente al piano di coltura intensiva voluto dall'Unione Sovietica, dal 1960 ad oggi il suo volume e la sua superficie sono diminuiti di circa il 75%. Secondo il premio Nobel per la pace del 2007 Al Gore, l'evento più grave della storia dell'umanità.
- 1963 - 9 ottobre Disastro del Vajont. Il disastro del Vajont è strettamente collegabile allo sfruttamento delle risorse idriche del territorio montano Italiano. L'evento risale al 9 ottobre 1963 ed ha coinvolto il bacino idroelettrico artificiale del Vajont: gran parte del pendio soprastante l'invaso -denominato Monte Toc- è franato nelle acque del bacino lacustre, provocando una tracimazione dell'acqua e il conseguente dilavamento delle sponde del lago che hanno superato la diga ricadendo nel fondovalle e in particolare del comune di Longarone. L'evento ha portato alla morte di circa 2000 persone.

### Disastri per alterazioni dell'ambiente e degli equilibri tra specie animali e vegetali
- 1832 - Opuntia sp introdotte in Australia per delimitare i confini tra appezzamenti di terreno. I cactus, al cui genere appartiene anche il fico d'India, introdotto anche nelle regioni calde d'Italia, si moltiplicarono enormemente causando notevoli danni ambientali. Il fenomeno venne contrastato con la diffusione della farfalla Cactoblastis, parassita del vegetale. La vicenda è uno dei primi esempi di lotta biologica.
- 1859 - Conigli. In Australia, una dozzina di esemplari inizialmente liberati presso Melbourne, riproducendosi senza controllo predatorio, devastarono in breve tempo la vegetazione del continente. Insieme ad altri mammiferi placentati alloctoni, quali volpi, gatti e maiali, causano tuttora ingenti danni all'ambiente[11] australiano.
- 1869 - L'apertura del Canale di Suez diede inizio alla diffusione di specie tropicali del Mar Mediterraneo (Migrazione lessepsiana).
- 1931 - Negli USA, a causa dell'errato sfruttamento agricolo del territorio, il fenomeno noto come Dust Bowl (tempeste di polvere) devastò gli stati centrali e parte del Canada per otto anni. Pesanti ricadute su almeno mezzo milione di abitanti.
- 1958 - In Cina il governo di Mao Tse Tung, nell'ambito della politica del "Grande balzo in avanti", diede inizio alla cosiddetta "campagna di eliminazione dei quattro flagelli", con la quale si prevedeva lo sterminio di massa di passeri, topi, mosche e zanzare. La campagna venne sospesa nel 1962, quando ormai aveva già creato squilibri gravissimi all'ecosistema che favorirono il sorgere della grande carestia cinese.

### Disastri provocati dall'azione militare e bellica, compresi test ed esercitazioni
- 1943 - Bombardamento di Bari da parte dell'esercito tedesco - immissione di iprite, allora usato come arma chimica, nell'ambiente.
- 1945 - Bombardamenti atomici di Hiroshima e Nagasaki.
- 1944/1987 - Nove reattori nucleari militari dell'Hanford Site (USA) - Grave inquinamento della falda acquifera del Columbia river, in seguito a perdite dai serbatoi di separazione del Plutonio (tramite processo PUREX) contenenti l'emulsione in idrocarburi di una soluzione acida di Uranio, Nettunio, tracce di Plutonio, Iodio radioattivo, e altri elementi risultanti dal processamento chimico dei prodotti di fissione dei nove reattori autofertilizzanti.
- 1946/1958 - Uranio - Oceano Pacifico - Con l'Operation Crossroad numerosi test nucleari vengono eseguiti nell'Oceano Pacifico (in particolare nell'Atollo di Bikini appartenente alle Isole Marshall da parte del governo degli Stati Uniti d'America.
- 1949/1957 - Plutonio - Russia - Con gli esperimenti nucleari a scopo bellico nella località di Majak una vasta area viene contaminata. Ancor oggi i livelli di radioattività sono elevatissimi. Si veda anche Incidente di Kyštym.
- 1949/1989 - Plutonio - Kazakistan - Nel poligono nucleare di Semipalatinsk vennero condotti 496 test nucleari contaminando pesantemente una vasta area.
- 1965 - Diossine - Vietnam - Durante la Guerra del Vietnam e fino al 1970 vengono scaricate nell'ambiente e sulla popolazione vietnamita 80.000 t del potente erbicida agente Arancio.
- 1984, 12 luglio - Uranio - Italia - Lentini - Incidente di Sigonella: un aereo dell'US Air Force precipita sversando nel terreno una grande quantità di uranio impoverito. Ne conseguirà un incremento di tumori e leucemie tra gli abitanti della zona.
- 1991 - Idrocarburi - Kuwait: durante la Guerra del Golfo i militari di Saddam Hussein incendiarono diversi pozzi petroliferi provocando una catastrofe ambientale.
- 1999 - Uranio - Kosovo: l'uso massiccio di proiettili all'uranio impoverito nel corso della guerra in Kosovo causò gravi contaminazioni ambientali e morti per tumore fra soldati e civili.
- 2011 - Uranio - Italia - Quirra: esplode il caso del Poligono sperimentale di addestramento interforze. L'uso di proiettili ad uranio impoverito nelle esercitazioni militari sarebbe stato responsabile di molti casi di tumori, leucemie e altre gravi patologie fra la popolazione civile